# Чемпіонат УРСР із шахів 1970
39-й чемпіонат України (УРСР) з шахів, що проходив у Києві з 17 квітня по 13 травня 1970 року.

## Загальна інформація про турнір
Фінальний турнір чемпіонату України 1970 року проходив за коловою системою за участі 18 шахістів.
Склад учасників фінального турніру був сформований за підсумками трьох півфінальних турнірів, що відбулися у Києві (чемпіонат міста), Одесі (чемпіонат міста) та Львові (найсильніші представники інших областей УРСР). Загалом на півфінальному етапі взяли участь 29 майстрів, з них: Київ (11 майстрів), Одеса та Львів (по 9).
У фінальний турнір пробилися 17 майстрів (у тому числі — 1 гросмейстер СРСР та 1 міжнародний майстер) та 1 кандидат у майстри київський школяр Володимир Пересипкін. Серед учасників фінального турніру було семеро переможців попередніх чемпіонатів України (Сахаров, Ніколаєвський, Зурахов, Жидков, Кузьмін, Коц, Савон) та дев'ятеро учасників фінальних частин чемпіонатів СРСР.
За регламентом змагань чемпіонат України був прирівняний до півфінального етапу чемпіонату СРСР, відповідно два переможці першості отримували прямі путівки в фінальний турнір чемпіонату СРСР 1970 року.
Набравши 11½ очок (+8-2=7) чемпіоном УРСР 1970 року став одесит Володимир Тукмаков. На ½ від переможця відстали киянин Ігор Платонов та одесит Михайло Підгаєць. Четверте місце посів Володимир Савон (10½ очок), п'яте Юрій Коц (10 очок).
Не здобувши жодної перемоги, останнє місце посів учасник 19 фінальних турнірів чемпіонатів України (рекордний показник разом з Анатолієм Банником), дворазовий їх переможець Юрій Сахаров. Це був його останній виступ у фінальних частинах чемпіонатів України.
Право участі у фінальному турнірі чемпіонату СРСР 1970 року отримали переможець турніру Володимир Тукмаков та Ігор Платонов, який завдяки додатковим показникам випередив Михайла Підгайця та посів 2 місце.
Зі 153 зіграних на турнірі партій  — 89 закінчилися перемогою однієї зі сторін (58,1 %), внічию завершилися 64 партій.

## Турнірна таблиця
| №  | Учасник              | Місто         | Звання | 1 | 2 | 3 | 4 | 5 | 6 | 7 | 8 | 9 | 10 | 11 | 12 | 13 | 14 | 15 | 16 | 17 | 18 |  | + | − | =  | Очки | Місце  |
| -- | -------------------- | ------------- | ------ | - | - | - | - | - | - | - | - | - | -- | -- | -- | -- | -- | -- | -- | -- | -- |  | - | - | -- | ---- | ------ |
| 1  | Володимир Тукмаков   | Одеса         | мс     |   | 0 | ½ | 0 | ½ | ½ | 1 | 1 | 1 | 1  | ½  | 1  | ½  | 1  | ½  | 1  | 1  | ½  |  | 8 | 2 | 7  | 11½  | Gold   |
| 2  | Ігор Платонов        | Київ          | гр     | 1 |   | ½ | ½ | 0 | 0 | 1 | 1 | 1 | ½  | 1  | 1  | 0  | 1  | ½  | 0  | 1  | 1  |  | 9 | 4 | 4  | 11   | Silver |
| 3  | Михайло Підгаєць     | Одеса         | мс     | ½ | ½ |   | 0 | ½ | 1 | 1 | 1 | ½ | 0  | ½  | 1  | ½  | ½  | 1  | 1  | ½  | 1  |  | 7 | 2 | 8  | 11   | Bronze |
| 4  | Володимир Савон      | Харків        | мм     | 1 | ½ | 1 |   | ½ | ½ | 0 | ½ | 1 | ½  | ½  | 1  | 1  | ½  | ½  | 0  | ½  | 1  |  | 6 | 2 | 9  | 10½  | 4      |
| 5  | Юрій Коц             | Донецьк       | мс     | ½ | 1 | ½ | ½ |   | ½ | 0 | 0 | 0 | 1  | 1  | 1  | 0  | 1  | ½  | 1  | ½  | 1  |  | 7 | 4 | 6  | 10   | 5      |
| 6  | Геннадій Кузьмін     | Ворошиловград | мс     | ½ | 1 | 0 | ½ | ½ |   | ½ | ½ | 0 | ½  | 1  | ½  | 1  | 0  | 1  | 1  | ½  | ½  |  | 5 | 3 | 9  | 9½   | 6      |
| 7  | Давид Кудишевич      | Чернівці      | мс     | 0 | 0 | 0 | 1 | 1 | ½ |   | 1 | 0 | ½  | 1  | 0  | 1  | ½  | ½  | 1  | 1  | ½  |  | 7 | 5 | 5  | 9½   | 7      |
| 8  | Наум Левін           | Київ          | мс     | 0 | 0 | 0 | ½ | 1 | ½ | 0 |   | 1 | ½  | ½  | 1  | 1  | 1  | ½  | ½  | 1  | ½  |  | 6 | 4 | 7  | 9½   | 8      |
| 9  | Валерій Жидков       | Запоріжжя     | мс     | 0 | 0 | ½ | 0 | 1 | 1 | 1 | 0 |   | 0  | ½  | 1  | ½  | ½  | 1  | 1  | ½  | 1  |  | 7 | 5 | 5  | 9½   | 9      |
| 10 | Лев Альбурт          | Одеса         | мс     | 0 | ½ | 1 | ½ | 0 | ½ | ½ | ½ | 1 |    | ½  | 0  | 1  | ½  | ½  | ½  | 1  | ½  |  | 4 | 3 | 10 | 9    | 10     |
| 11 | Владлен Зурахов      | Київ          | мс     | ½ | 0 | ½ | ½ | 0 | 0 | 0 | ½ | ½ | ½  |    | ½  | 1  | 1  | 1  | ½  | 1  | ½  |  | 4 | 4 | 9  | 8½   | 11     |
| 12 | Рем Романовський     | Одеса         | мс     | 0 | 0 | 0 | 0 | 0 | ½ | 1 | 0 | 0 | 1  | ½  |    | ½  | ½  | ½  | 1  | 1  | 1  |  | 5 | 7 | 5  | 7½   | 12     |
| 13 | Юрій Ніколаєвський   | Київ          | мс     | ½ | 1 | ½ | 0 | 1 | 0 | 0 | 0 | ½ | 0  | 0  | ½  |    | 0  | ½  | ½  | 1  | 1  |  | 4 | 7 | 6  | 7    | 13-14  |
| 14 | Роман Пельц          | Одеса         | мс     | 0 | 0 | ½ | ½ | 0 | 1 | ½ | 0 | ½ | ½  | 0  | ½  | 1  |    | 1  | 0  | 0  | 1  |  | 4 | 7 | 6  | 7    | 13-14  |
| 15 | Ігор Калинський      | Харків        | мс     | ½ | ½ | 0 | ½ | ½ | 0 | ½ | ½ | 0 | ½  | 0  | ½  | ½  | 0  |    | 1  | 0  | ½  |  | 1 | 6 | 10 | 6    | 15-16  |
| 16 | Володимир Пересипкін | Київ          | кмс    | 0 | 1 | 0 | 1 | 0 | 0 | 0 | ½ | 0 | ½  | ½  | 0  | ½  | 1  | 0  |    | ½  | ½  |  | 3 | 8 | 6  | 6    | 15-16  |
| 17 | Олег Донченко        | Херсон        | мс     | 0 | 0 | ½ | ½ | ½ | ½ | 0 | 0 | ½ | 0  | 0  | 0  | 0  | 1  | 1  | ½  |    | ½  |  | 2 | 8 | 7  | 5½   | 17     |
| 18 | Юрій Сахаров         | Київ          | мс     | ½ | 0 | 0 | 0 | 0 | ½ | ½ | ½ | 0 | ½  | ½  | 0  | 0  | 0  | ½  | ½  | ½  |    |  | 0 | 8 | 9  | 4½   | 18     |